# Mycetophila parvimaculata
Mycetophila parvimaculata är en tvåvingeart som beskrevs av Van Duzee 1928. Mycetophila parvimaculata ingår i släktet Mycetophila och familjen svampmyggor. Inga underarter finns listade i Catalogue of Life.